# ロドニー・ミルバーン
ロドニー・ミルバーン（Rodney ("Rod") Milburn, Jr.、1950年3月18日 - 1997年11月11日）は、1970年代に活躍した110mハードルの選手。アメリカ合衆国の陸上競技選手。1972年ミュンヘンオリンピックの金メダリストである。ルイジアナ州オペルーサス出身。

## 経歴
ミルバーンは、ルイジアナ州バトンルージュにあるサザン大学の学生だった1971年に全米選手権に出場。120ヤードハードルの準決勝で13秒0と、12年間破られていなかった世界記録を0秒2更新した。この年、27連勝の活躍で、トラック・アンド・フィールド・ニュースが選ぶアスリートオブザイヤーに輝いている。
1972年のミュンヘンオリンピックのアメリカ代表選考試合では、ハードル2台に足を引っ掛け、勝利を逃したものの辛くもオリンピック代表に選出される。そして、ミュンヘンでは、13秒24の世界新記録で、フランスのギー・ドルーらをおさえ金メダルを獲得した。その流麗なハードリングは当時の日本陸上界でもたびたび「理想のフォーム」として紹介された。
ミルバーンはその後プロに転向した。1980年モスクワオリンピックでの復帰も期待されたが、プロであったということから代表選考会に出ることもできなかった。1983年にプロからの引退後はサザン大学でコーチを務めていたが、しばしば失業を繰り返すなど就業状態は安定せず、ホームレスとなってホームレス・シェルターに入っていたこともあったという。
1997年にルイジアナ州ポートハドソンの製紙工場で勤務中、塩素酸ナトリウムのタンクに転落し死亡したニュースはアメリカ陸上界に大きな衝撃を与えたという。

## 主な実績
| 年   | 大会                   | 場所                 | 種目         | 結果 | 記録   |
| ---- | ---------------------- | -------------------- | ------------ | ---- | ------ |
| 1971 | パンアメリカン競技大会 | カリ(コロンビア)     | 110mハードル | 1位  | 13秒46 |
| 1972 | オリンピック           | ミュンヘン(西ドイツ) | 110mハードル | 1位  | 13秒24 |

## 自己ベスト
- 110mハードル - 13秒24 (1972年9月7日)